# Julio Andrade
Julio Samuel Andrade Ríos (Lima, 21 de enero de 1965) es un cantante, compositor, músico, productor, escritor y actor peruano. Luego de pertenecer al grupo Paradero y grabar un disco con el mismo nombre, comenzó su carrera como solista y lanzó los discos Soñando así (1990), Buscando el Sol (1992), Ven (1998) y Todo lo que tú quieras decir (2000).

## Primeros años
Julio Andrade se inició como cantante y compositor a mediados de la década de 1980 con una banda de amigos llamada "Cuarteto Androide", en el que lo acompañaban músicos que luego serían muy cotizados en el ambiente rock limeño. En 1986 integra la banda de rock fusión Paradero conformado por Andrés "Mono" Landavere (teclados), Víctor Miranda (bajo) y Gustavo Villegas (batería). La banda tuvo relativamente buen éxito en el circuito de pubs de Lima, especialmente en el bohemio distrito de Barranco y grabaron un disco LP epónimo, que tuvo asimismo buena difusión radial. A finales del 88 la banda se separa y Andrade empieza a preparar su carrera como solista.
A finales de 1989 viaja a Santiago de Chile donde graba su primara placa en esta nueva etapa de su carrera, llamada Soñando así, bajo la producción musical de Andrés Landavere y la participación de diversas figuras de la música peruana y chilena, como por ejemplo los integrantes del grupo Rio. De este álbum surge su primer éxito radial "Ángel de la Guarda", cuyo videoclip fue bastante difundido en la televisión local. Esto le permitió hacer sus primeras presentaciones con su nueva banda. A mediados de 1992 lanza su segunda producción también grabada en Santiago de Chile, denominada Buscando el sol, cuyo máximo éxito a nivel nacional fue la canción "Mira la Morena" que tuvo un muy difundido videoclip y se ha convertido en un clásico hasta el día de hoy. Sin embargo se resalta que una segunda canción de ese álbum, "Me Voy de aquí" tuvo un excelente videoclip que fue presentado en la cadena MTV por Daisy Fuentes y fue el primer videoclip peruano que entró en rotación en la mundialmente famosa cadena musical del cable. el segundo disco marcó su ingreso al estrellato y con una renovada banda se presentó en grandes eventos y conciertos importantes en todo el Perú hasta finales de la década. En 1995 participó en el Festival de Viña del Mar representando a su país y fue aclamado por la crítica, logrando el segundo lugar en la categoría internacional de dicho festival. Ese mismo año llega a un importante festival de Paraguay y firma un contrato con la disquera argentina, M & M Reconis. Luego lanzó el compilatorio Algo Más de Mí con algunas canciones nuevas como "Salta el Muro". En 1997 lanza su cuarto álbum "Ven", que tuvo menos suceso que los anteriores, y del que se destaca "Pato Loco". En 1999 lanza un nuevo recopilatorio Lo mejor de Julio Andrade.

## 2000-actualidad
Un giro importante de su carrera se da en el año 2000 con la grabación del álbum Todo lo que tú quieras decir con el que relanza por todo lo alto su carrera con dos super éxitos: "Mi Cuchi Cuchi Bum Bum" y "Cada Mañanita" canción de rock fusión que contó con un excelente videoclip de acción. Esto le permitió realizar giras a México y Centroamérica.
En 2003 salió al mercado Mamá Naturaleza que había sido grabado tres años antes, del que destacan nítidamente "Ella" y "Jugo de Tamarindo", este último un éxito sensacional especialmente luego de la difusión de su videoclip, que contó con la participación de la conocida vedette y bailarina Karen Dejo. El medio Univisión consideró como su mayor proyección en su carrera. Sus siguientes álbumes Mi media vida (2007), Barrio latino… 20 años después (2011), y Donde están (2016) tuvieron muy buena recepción crítica.

## Discografía
Como solista
- Soñando así (1990)
- Buscando el Sol (1992)
- Algo más de mí (1995)
- Ven (1997)
- Lo mejor de Julio Andrade (1999)
- Todo lo que tú quieras decir (2000)
- Mamá Naturaleza (2003)
- Mi media vida (2007)
- Barrio latino… 20 años después[6][7] (2011)
- Donde están[8] (2016)

## Cine
- Flor de retama (2004 — actor)
- Soledad.com (2007 – actor)
- Quiero Saber (noviembre, 2013 — actor y director)
- Jugo de Tamarindo (2017 — actor y director)

#### Series y telenovelas
- Al fondo hay sitio Como Walter